# 想影
『想影』（おもかげ）は、2017年5月14日公開の日本映画。

## 概要
本作は、新潮社主催の女による女のためのR18文学賞にて最終選考にノミネートされた、野村実来原作のラブストーリーより着想を得て作成されたもの。
監督は『RELAY』でTOHOシネマズ学生映画祭等でグランプリを受賞した加藤慶吾。
インディペンデント映画ながら、スタッフのほとんどが早稲田大学などの大学を卒業したばかりの若者だったことから、「同年代の皆さんと組んでもっとお仕事をしたい」と高杉真宙の出演が実現した。
2016年8月10日、東京・新宿シネマカリテの「カリテ・ファンタスティック！シネマコレクション2016」にて上映され、即日でチケットが完売するなど好評を博した。

## あらすじ
アーミーナイフをいつも持ち歩き、果物をむくのが上手かった男の子、栄大輔（高杉真宙）。栄は、どこかの農家の一人娘と結婚するという。結婚の知らせをきっかけに、幼馴染であった中村由美（松原菜野花）の心には、果物を介した中高生時代の思い出が次から次へと瑞々しく蘇り、同時に栄に伝えられなかった想いが後悔とともに溢れ出してくる。
10年のときを経て過去の想いと対峙する決心を固めた由美は、栄に対してある行動をとる。

## スタッフ
- 監督：加藤慶吾
- 原案：野村実来
- 脚本：加藤慶吾、田嶋渉子
- 助監督：奥住洸介
- 撮影：小向英孝
- 照明：小向英孝
- 録音：古田智大
- 編集：加藤慶吾、小向英孝
- 美術：河知旻
- 演出助手：川和田恵真
- ヘアメイク：久保田延彦、斎藤奈保子
- 音楽：コバケン
- 製作協力：スウィートパワー

## キャスト
- 高杉真宙（栄大輔・少年時代）
- 松原菜野花（中村由美・少女時代）
- 細田善彦（栄大輔・大人時代）
- 三瓶美菜（中村由美・大人時代）
- 日高七海（由美のクラスメイト）
- 東佳代子（由美の母親）
- 岡見百桃（由美の友人）

## 受賞
- SKIPシティ国際Dシネマ映画祭（2016年）　観客投票第1位（短編部門）[5]